# Nébouzat
Nébouzat – miejscowość i gmina we Francji, w regionie Owernia-Rodan-Alpy, w departamencie Puy-de-Dôme.
Według danych na rok 1990 gminę zamieszkiwało 658 osób, a gęstość zaludnienia wynosiła 30 osób/km² (wśród 1310 gmin Owernii Nébouzat plasuje się na 327. miejscu pod względem liczby ludności, natomiast pod względem powierzchni na miejscu 391.).